# Sigrid Reingruber
Sigrid Reingruber (* 26. Juni 1980 in Gmunden; † 23. Dezember 2023 in Thailand) war eine österreichische autodidaktische Künstlerin, die sich der Art brut zurechnen lässt.

## Leben
Sigrid Reingruber wurde in Gmunden im oberösterreichischen Salzkammergut als Tochter von Rudolf und Martina Reingruber, einer Gymnasiallehrerin, geboren. Sie hatte eine Schwester. Nachdem sie im Alter von drei Jahren das Spielen und Sprechen einstellte, wurde sie mit Autismus diagnostiziert. Sie schätzte Musik und das gemeinsame Schwimmen mit ihrer Mutter und verbrachte im Winter meist mehrere Monate mit ihren Eltern in deren Haus in Thailand.
Ab 1995 bis 2023 arbeitete Sigrid Reingruber 27 Jahre lang täglich im Atelier der Lebenshilfe Oberösterreich in Gmunden und war Mitglied im Kunstforum Salzkammergut. Sie starb im Dezember 2023 während eines Aufenthalts in Thailand.

## Werk
Sigrid Reingrubers „Werke entstanden durch die vielfache und permanente Wiederholung eines einzigen Zeichens“. Jeder Anfang ihrer Bilder ist ein Kreis. Die Werke entstehen nicht aus einem Konzept heraus, sondern „aus dieser reinen Bewegung“, mit der sie einen größeren oder mehrere kleinere Kreise zu Papier bringt, „die später mit stets gleichen, kreisförmigen Bewegungen übermalt werden“. Sie „setzte die Symbole von Kreis, Kreuz oder Dreieck in immer neue Zusammenhänge“, die sie „in immer neuen Formationen malte“. „Die wuchtigen geometrischen Körper in sattem Rot und Schwarz scheinen von starken Magnetfeldern beherrscht und den Kräften von heftiger Anziehung und Abstoßung ausgeliefert.“ Sie arbeitete mit Dutzenden Farbstiften und Wachsmalkreiden auf Papier, oder „großformatig an gestischen Schütt- und Spritzbildern.“
2010 wurde Sigrid Reingruber mit dem Kunstpreis Euward ausgezeichnet, den sie in Begleitung ihrer Familie und ihres Atelierleiters in München entgegennahm. Erneut war sie 2018 für den Preis nominiert. 2023 erreichte sie beim VOI fesch Kunstpreis für Menschen mit Behinderungen den zwölften Platz. Verbunden damit wurde ihr Werk „Schneeflocken“ in der Saison 2023 und 2024 großformatig an Skigondeln der Rosskarbahn im Skigebiet Gurgl foliert. Werke von ihr befinden sich in den Kunstsammlungen von Arnulf Rainer und Hermann Beil.

## Ausstellungen (Auswahl)
- 2024: In Memoriam Sigrid Reingruber. Kunstwerkstatt der Lebenshilfe Gmunden, Galerie am Rinnholzplatz, Gmunden[11]
- 2024: Gruppenausstellung der Kunstwerkstatt Lebenshilfe Gmunden. Rakvere / Viljandi[12]
- 2011: Sigrid Reinberger & Freunde. Hipphalle, Gmunden (Gemeinschaftsausstellung)[13]
- 2010: euward 5. Haus der Kunst, München[8]
- 2009: zeitgenössische op.positionen. Grafiken, Malereien und Objekte der AtelierKooperative Gmunden. Deutschvilla, Strobl (Gemeinschaftsausstellung)[14]